# Ball Jointed Dolls

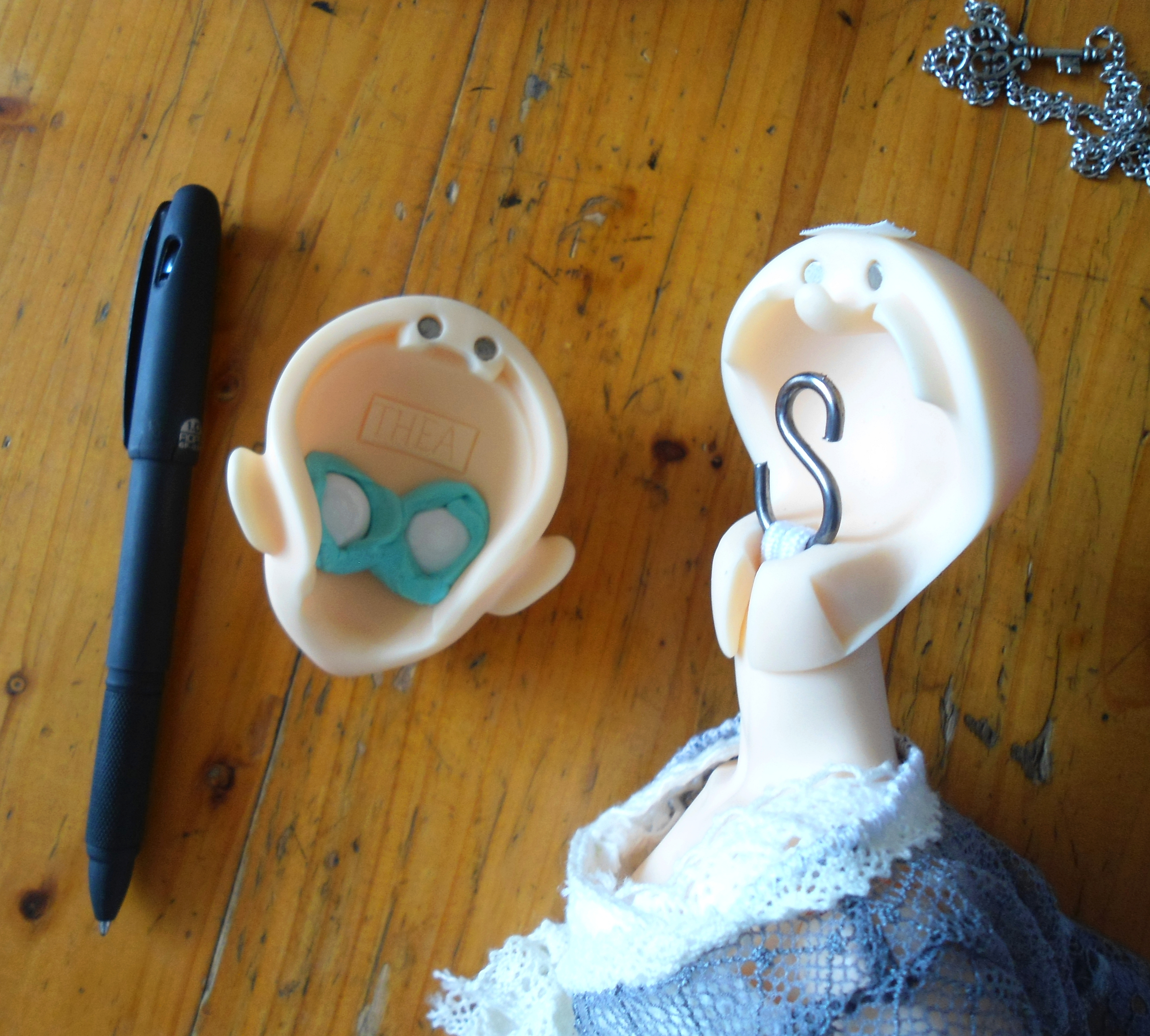
Boneca feminina com o rosto removido mostrando os olhos substituíveis. Observe o velcro no topo da cabeça para colocação da peruca.

'ABJDs (Asian Ball Jointed Dolls)  ou BJDs (Ball Jointed Dolls) é um termo que se refere principalmente aos modernos bonecos de resina de poliuretano com articulações esféricas, com elásticos internos presos a ganchos que possibilitam aos bonecos fazerem diversas poses e permanecerem nelas. Comumente chamados simplesmente de "dolls", podem ser totalmente customizados pela troca de roupas, perucas (cabelos), olhos, sapatos e inclusive mãos, pés e certas partes do corpo, como pernas e torso em dolls de edições especiais, geralmente limitados.

## Sobre os BJD
Os BJDs são fabricados artesanalmente por artistas (individuais ou contratados pelas companhias) que esculpem um modelo e depois o reproduzem para venda. Diferente de muitos produtos, um BJD só é fabricado após ser feito o pedido, ou seja, as lojas não possuem dolls em estoque no momento em que ele é disponibilizado para compra. Isso porque a resina utilizada sofre os efeitos da oxidação e tende amarelar com o tempo. O processo de fabricação é muitas vezes lento, levando-se alguns meses desde o pedido até confecção completa e envio do doll.
Para se comprar um BJD, é importante ter alguma noção de inglês, pois a grande maioria das lojas são internacionais (normalmente da Coreia do Sul, China e Japão) e ler atentamente o está escrito no site para saber o que vem ou não com o doll. Normalmente eles vêm nus, sem peruca (cabelo) e sem maquiagem (pintura no rosto, corpo e cílios, que são colados como cílios postiços e podem ser retirados depois). É possível optar por fazê-los, usando materiais que os sites disponibilizam para customização. Pode-se optar por roupas, perucas e se virá, ou não, com maquiagem. Algumas lojas já têm roupas e outros acessórios disponíveis nos opcionais dos dolls (geralmente quando são edições limitadas, mas algumas disponibilizam na versão básica também), outras têm em sessões específicas e tem de ser acrescentados à parte na compra.
Os BJDs têm uma ampla variação de tamanho, sendo alguns menores de 10 cm de altura e outros com cerca 90 cm. A Trinity Doll, revendida na loja Dollmore, possui uma linha de dolls de 1,05 m. Os tamanhos mais comuns são de os de cerca 45 cm (MSD), os de aproximadamente 60 a 70 cm (SD) e os menores, por volta de 26 cm a 30 cm (YoSD). Dolls menores que isso, entre 10 cm e 20 cm são classificados como Tiny (ou Tinies, no plural). As nomenclaturas das siglas remetem aos nomes utilizados pela primeira loja a fazer bonecos articulados em resina de poliuretano (embora não tenha sido a primeira a fazer bonecos com juntas esféricas), a japonesa Volks, que utiliza os termos para designar seus próprios dolls. SD vem de Super Dollfie, MSD de Mini Super Dollfie e YoSD de Yo Super Dollfie. Atualmente a loja apresenta ainda outras nomenclaturas, como Super Dollfie 17 (SD17), com dolls masculinos de 65 cm e Super Dollfie 16 (SD16), para dolls femininas com cerca dessa altura, e Super Dollfie Graffiti (SDGr), que seriam uma versão aprimorada e mais madura dos dolls de 60 cm, os Super Dollfie 13 (SD13). O termo "tiny/tinies" é um dos termos não relacionado à Volks; assim como "uncle", algumas vezes utilizado para designar dolls de 70 cm.
Os dolls menores tendem a ser ter rostos mais infantis. Os chamados YoSD em geral retratam bebês, com corpinhos mais cheios e rostos mais rechonchudos. Dolls de 45 cm podem tanto apresentar corpos e rostos com feições de criança como corpos e rostos mais maduros, sendo um dos tamanhos com maior variedade. Os mais maduros são chamados por vezes de "MSD Slim". Dolls de 60 cm em diante podem ser adolescentes ou adultos, dependendo das feições e/ou da imaginação e da customização feita de seu dono.
Os olhos dos dolls podem ser de vidro, acrílico, silicone ou uretano e variam em tamanho de 6 mm a 22 mm de diâmetro, sendo os mais utilizados os de 14 mm a 18 mm. O tamanho indicado para os olhos varia com o tamanho da cabeça do doll e da sua escultura. Dolls com esculturas mais realistas tendem a ter olhos menores, mesmo se o doll for grande como um SD de 70 cm. Os mais estilizados podem ter olhos maiores. Outro fato que influencia a escolha dos olhos é a ideia que o colecionador quer transmitir. Para dar um ar mais infantil ou inocente, colecionadores por vezes usam olhos ou pouco maiores, mantendo sempre a atenção em se o olho encaixa corretamente.
Os cabelos podem ser de fibra sintética (fiber), de pelúcia sintética (fur, também conhecido por “mohair”). As perucas de fibra podem ou não ser resistentes ao calor. As resistentes podem ser modeladas com chapinhas e baby liss, desde que não se utilizem as temperaturas altas e sempre com muito cuidado, às vezes até mesmo protegendo a peruca com um pano. Perucas de pelúcia sintética podem ser modeladas com as mãos. As perucas têm os tamanhos expressos em polegadas. Os tamanhos 6-7 são para dolls de tamanhos YoSD, as 7-8 para o tamanho MSD e os tamanhos 8-9 e 9-10 para o tamanho SD. Tamanhos menores, como 4-5, 5-6 são para os Tinies. Como as cabeças dos dolls podem variar de tamanho de loja para loja e até de modelo para modelo, às vezes usa-se velcro adesivo ou silicone cap (um "gorrinho" de silicone que, além de ajudar a segurar a peruca, ajuda a evitar manchas na cabeça do doll, causadas principalmente por perucas de cor escura, caso deixado por período prolongado no doll) para fixá-las nas cabeças dos dolls com mais segurança.
Há diversas cores de resina entre os dolls, variando de cores comuns de pele como "normal", branca (white) ou morenos (tanned), a cores fantasiosas, como cinza, azul, roxo, verde, rosa, vermelho. Essas cores são em geral de dolls de edições especiais, normalmente limitadas. Há lojas que oferecerem também variadas gradações de peles morenas, algumas chegando à pele negra. Quando mais escura a pele, mas difícil se torna chegar a um tom uniforme, portanto os preços tendem a aumentar em relação às cores normal e branca. Como cada loja faz sua própria resina, há diferenças de cores entre dolls de lojas diferentes, mesmo que ambas usem a mesma classificação de cor. Por exemplo, um doll normal skin (pele normal) de uma loja pode ter uma séria diferença de cor se comparação a outro doll normal skin de outra loja.
Um BJD não é um brinquedo de criança. Algumas lojas até os recomendam para maiores de 16 anos. Há pessoas que os compram para colecioná-los, deixando-os em prateleiras ou armários e mudando os acessórios (roupas, sapatos, maquiagens, etc.) ocasionalmente. No entanto, é muito comum os colecionadores de dolls darem personalidades próprias para seus dolls, tornando-os únicos, por mais que existam outros do mesmo modelo. Alguns criam histórias, passados e personalidades baseados no modelo do doll. Outros criam personagens e procuram um modelo de doll que se encaixe no personagem, fazendo até algumas modificações para que se adapte melhor. Vale lembrar que modificações nem sempre são feitas por esse motivo. Às vezes as pessoas modificam o doll simplesmente pra que fique mais a seu gosto. 

## Mais sobre classificações de tamanho
Cada loja de BJD tem uma forma própria de se referir aos próprios dolls e de classificá-los quanto aos seus tamanhos. Já foi citada parcialmente a classificação da loja Volks, que deu origem aos BJDs modernos. Outras lojas utilizam outras denominações. Seguem exemplos:
Luts: nomeia seus dolls de "Delf" e todas as linhas deles tem essa denominação. Os Delf são os dolls de cerca de 60 cm. Acima deles vem os Senior Delf (abreviados como SDF), com 62 cm; e os Super Senior Delf (SSDF) com 70 cm. Abaixo há os Model Delf (MDF), com cerca de 45 cm e corpos mais maduros; os Kid Delf (KDF), com 42,5 cm e corpos mais infantis; os Honey Delf (HDF) com 26 cm; os Tiny20 Delf de 20 cm e os Tiny Delf (TDF) de 16 cm. Há ainda os Zuzu Delf, que tem 19 cm e feições de animais e os Mini Zuzu Delf, uma versão menor dos anteriores, com 11 cm.
Soom: os dolls da Soom surgiram com base nos Gem, seus dolls de 60 cm. Posteriormente vieram os Mini Gem com 30 cm, mas com proporções adultas; os Teenie Gem, com 26 cm e corpos e feições infantis; os Little Gem, com 43 cm; os Super Gem, com 65 cm; e os Mega Gem com 68 cm o corpos consideravelmente mas fortes e largos. A Soom ainda possui outras linhas de dolls, com propostas diferentes. As Rosette são dolls meninas de 43 a 47 cm de altura, com corpos mais esguios e alongados. Os IDealians são dolls com proporções mais realistas, mais largos e musculosos. Podem ter 72 cm, chamados IDealian72, ou 51 cm, no caso dos IDealian51. A Soom trabalha atualmente com dolls e itens limitados.
Iplehouse: os dolls com os quais a Iplehouse trabalha são os EID (Elder Iplehouse Doll) com cerca de 70 cm de altura, mais largos e fortes que outras lojas; os SID (Senior Iplehouse Doll), com cerca de 65 cm, mantendo uma proporção mais forte que outras lojas; os YID ou nYID (Young Iplehouse Doll ou New Young Iplehouse Doll. O "n" foi acrescentado extraoficialmente após a reformulação dos corpos. A loja oficialmente ainda utiliza a denominação YID) de 60 cm; os JID (Juvenille Iplehouse Doll), com 43 cm a 47 cm também mais largos que alguns outros dolls de mesmo tamanho; os KID (Kid Iplehouse Doll), com cerca de 35 cm; e os BID (Baby Iplehouse doll), com 26 cm. A Iplehouse ainda possui uma linha com uma proposta diferente chamada Pixxie Doll, com 19 cm e proporções diferenciadas, com cabeças e corpos propositalmente fora de proporção.
Latidoll: utiliza um sistema de cores para designar seus dolls: a White Line com 9,5 cm; a Yellow Line com 16 cm; a Green com 30 cm; a Blue Line 43 cm a 46 cm; a Red Line com 55 cm a 63 cm; e a Black Line com 66 cm. Além desses tamanhos, há ainda os White Sp. com 12 cm e os Yellow Sp. Com 20 cm. As nomenclaturas são comumente chamadas de “Lati White”, “Lati Yellow” e assim por diante.
Dream of Doll (DOD): iniciou sua linha com os dolls de 43 cm, atualmente chamados de Dream of Child/Children (DOC). Seus outros dolls são os Dream of Baby (DOB) com 26 cm; os Dream of Teenager (DOT) com 64 cm; e os Dream of Idol (DOI), com 70 cm. Atualmente, após o lançamento do corpo DOT boy’s new body-2, mas largo e forte que o boy’s new body, todos os dolls grandes masculinos têm opção entre o new boy-2 ou corpo de DOI.
FairyLand: tem como tema para as nomenclaturas fadas e seres relacionados. Seus dolls são os FeePle70 (Fée=fada em francês; Ple, de “people”) com cerca de 70 cm (descontinuados); FeePle65, com 65 cm; FeePle60, com 60 cm; MiniFée, com aproximadamente 42 cm e corpos maduros; ChicLine, com 41 cm e uma cabeça menor com a proposta de ser mais proporcional; LittleFée, com 25 cm; LitlleFée Baby, com 20 cm; PukiFée (puki, de “puck”, gnomo ou duende), com 15 cm; PukiPuki, com 11 cm, e RealPuki com 9,7 cm e feições mais similares a de gnomos. A Fairy Land também lançou uma linha chama Moe Line ou M-Line de MiniFée e FeePle60, com corpos levemente menores e com outras proporções.
Outras lojas utilizam ainda o sistema de escalas. Nesse sistema, a razão 1/3 representa dolls de 60 cm ou mais (SD); 1/4 representa dolls de cerca de 45 cm (MSD); e 1/6 representa os dolls de 26 cm (YoSD). Há ainda a escala 1/2, representando os raros dolls de 90 cm. Houve um fabricante que produziu uma doll exclusiva em escala 1/1, medindo 1,77 m.
Quando se comparam dolls de mesma altura, é necessário ficar atento às proporções dos dolls. Alguns são esguios, mesmo que apresentem músculos definidos. Outros são tão altos quanto largos. As mulheres tendem a ter diferenças marcantes no tamanho dos seios e dos quadris. Essa é uma questão a ser levada em consideração quando se compra itens (roupas e sapatos, por exemplo) para customização de dolls, pois dentro das classificações de altura há uma grande variedade de tipos físicos, voltados a agradar diferentes públicos, portanto itens de alguns dolls podem não servir em outros mesmo que os dolls sejam, por exemplo, dois SD.

## BJD x Dollfie
BJDs às vezes são chamados erroneamente de “Dollfies”. Dollfies são dolls da loja japonesa Volks, feitos de plástico ou vinil e tem por volta de 30 cm. Os Dollfie Dream são do mesmo material, apresentam feições e proporções mais próximas de personagens de animes e mangás e não são considerados BJDs porque, além de não serem de resina, não possuem elásticos e sim um sistema de esqueleto interno. Têm cerca 60 cm de altura. Alguns ainda apresentam olhos pintados. Os BJDs da Volks são os Super Dollfies (58 cm), Super Dollfie 13 (60 cm), Mini Super Dollfie (45 cm) e todos os outros dolls da linha dos Super Dollfie.

## Lojas de BJD
As lojas de BJD são em sua esmagadora maioria, asiáticas, com a maior concentração de lojas localizada na Coreia do Sul e China, mas há algumas no Japão também. Há ainda algumas lojas norte-americanas, europeias e inclusive brasileiras, como a Morning Star inaugurada em 2013. Normalmente as lojas são voltadas para vendas pela internet, sendo que somente algumas possuem loja física. Existem também lojas que trabalham como revendedoras, vendendo seus próprios modelos de dolls e modelos de outras marcas. Algumas lojas mais conhecidas são Volks, Luts, Soom, Fairy Land, Iplehouse, Lati, Soul Doll, Dollmore, Crobi Doll, Resin Soul, Angel of Dream, porém há diversas outras. 
Há ainda os dealers, como a Alice's Collections e Denver Dolls, que são revendedoras oficiais de diversas lojas. Os dealers funcionam como intermediários entre o comprador e loja e muitas vezes fornecem condições de negociação mais amplas do que as lojas (como layaway - "parcelamento" - mais longo). 

## Os Híbridos
Os BJDs são chamados de híbridos quando uma parte do doll é de uma loja e outra parte, de outra. Muitos donos fazem isso quando gostam do modelo da cabeça do doll, mas o corpo oferecido pela loja não lhe agrada.
Nesse momento é necessário realizar diversas pesquisas para se certificar que a combinação das resinas (o chamado resin match) é aceitável; se a cabeça encaixa no pescoço, já que pode haver diferenças de medidas, onde pode ser necessária uma modificação no pescoço ou na cabeça; e se a proporção do corpo em relação à cabeça não deixará o doll com aspecto esquisito aos olhos do dono.
Ainda pode ocorrer o fato de uma loja não vender as partes que o colecionador deseja, como por exemplo, no caso das mãos articuladas. Não são todas as lojas que fazem esse tipo de mão, portanto se o colecionador desejar, terá que fazer as mesmas pesquisas sobre qual mão é mais adequada ao seu doll. Isso também se aplica no caso de partes especiais feitas por certas lojas, onde é preciso se certificar que essas partes encaixam e são compatíveis com outros dolls.

## LIMITED EDITION (Edições Limitadas e Edições Especiais)
São dolls feitos em quantidade limitada, alguns limitados por um período de venda, outros por quantidades definidas. 
Alguns têm preços bem altos e vêm com roupas, sapatos, perucas e acessórios exclusivos, podendo ser versões limitadas de dolls básicos ou dolls completamente novos. Em algumas situações, eles podem simplesmente não ter nenhuma mudança no molde, mas por terem roupas, maquiagem, peruca, olhos e acessórios em geral especiais, tornam-se limitados. Em outras ocasiões, os dolls apresentam partes especiais, como orelhas de elfo, dentes de vampiro, asas, partes de animais, partes em resina transparente, cores de resina especiais, entre outros. Alguns dolls são lançados somente em versões limitadas, outros podem ser relançados em versão básica.
Algumas edições limitadas nada mais são que dolls básicos com produções diferentes, como make up diferenciada, roupas, peruca e acessórios limitados. 
Há ainda dolls que são feitos como modelos exclusivos, tendo aquela produção especial em quantidade muito baixa, como 5 ou 3, ou até mesmo única (os chamados “One Of A Kind”, ou OOAK, “um de um tipo”) no mundo inteiro.

## Origem dos BJD
A história de bonecos articulados data de vários séculos atrás, na Grécia e em Roma. Por volta do final do século 19 surgiram os que seriam os predecessores dos modernos BJDs, na Alemanha e na França. Eram bonecos feitos de bisque (uma mistura de polpa, serragem, cola e materiais semelhantes), com juntas esféricas e amarrados por dentro, medindo entre 15 e 100 cm.  
Durante a década de 1930, o artista alemão Hans Bellmer criou bonecos com juntas esféricas para utilizar em fotografias e outros trabalhos surrealistas. Influenciados de Bellmer, os japoneses começaram a fazer seus próprios bonecos articulados de biscuit medindo entre 50,8 cm e 101,6 cm, como arte, não como algo para interação.
Os BJDs modernos, feitos de resina, surgiram no Japão, com a Volks, que já trabalhava com outros tipos de colecionismos, como Garage Kits e produtos relacionados a animes.  A primeira BJD de resina foi feita para a esposa do presidente da Volks, em 1998. Essa doll está no Museu da Volks até hoje. A primeira doll feita para ser vendida foi Nana (uma das Quatro Irmãs - Nana, Nono, Mimi e Megu), em 28 de fevereiro de 1999.
Em 2003 outras companhias, na Coreia do Sul, começaram a fabricar BJDs. A partir de então a definição de Ball Jointed Doll passou a ser restringida, não bastando mais ser simplesmente um boneco com juntas esféricas para ser chamado de BJD, e sim apresentando as características de ser feito de resina, ligado internamente por elásticos e ser customizável. Hoje muitas lojas evoluíram seus dolls ao ponto de que as características “juntas esféricas” assumiram outros formatos, tanto para melhores e aumentar a poseabilidade (quantidade e “qualidade” das poses) quanto para deixar esteticamente mais atraente. As chamadas “juntas duplas” são aquelas que têm dois pontos onde se dobram, e são atualmente as mais utilizadas pelas lojas, uma vez que são uma evolução das “juntas simples” e dão uma maior possibilidade de poses aos dolls. Uma prova de adaptação por quesito de estética foi o desenvolvimento das chamadas “pernas de salto” ou “pernas de salto alto”, originalmente fabricadas para as meninas SD16 da Volks, e que agora muitas lojas oferecem, além dos pés de salto alto. Trata-se de uma peça da perna, do joelho para baixo, que dispensa a junta do tornozelo e tem os pés adaptados para sapatos de salto alto.  

## "Montando um doll": os sistemas de escolha
Algumas lojas oferecem certos serviços em que o cliente é capaz de escolher todas ou quase todas as partes que integram o BJD. São os sistemas de escolha ou montagem. Como os nomes dos modelos, cada loja utiliza uma nomenclatura para isso. A Volks, pioneira, utiliza o nome Full Choice System (Sistema de Escolha Completa, chamado FCS); a Luts tem o seu My Choice (Minha Escolha); a Iplehouse tem o Doll Choice (Escolha de Doll); a Fairyland usa o sistema A La Carte. Apesar de suas diferenças, os sistemas permitem diversificar as opções de modelos oferecidas pelas lojas.
O FCS da Volks é um sistema bastante abrangente, em que se escolhem todas as partes do doll: cabeça, corpo, mãos, pés, olhos, peruca e roupa padrão. Tudo seguindo o gosto do dono (vale dizer que obviamente não é possível montar um doll com partes de tamanhos muito diferentes. Exemplo: SD com cabeça de MSD).
O Luts My Choice é mais limitado nas suas opções. Ele permite apenas que se escolha, sem que haja mudança no gênero do doll, troca de cabeças entre dolls de tamanhos próximos diferentes e não é possível escolher um modelo padrão por esse sistema. As cabeças de Super Senior Delf, Senior Delf e Delf meninos são intercambiáveis, bem como as de Senior Delf e Delf meninas (não é possível escolher, por exemplo, cabeça de Delf e corpo de Delf). Os Kid Delf, como em geral apresentam opção de escolha de gênero, tem todas as cabeças como opção no My Choice de Model Delf, tanto masculino quanto feminino. Já no My Choice de Kid Delf menino, só é possível escolher cabeças de Model Delf masculinos, valendo o mesmo para as Kid Delf meninas.
No sistema Doll Choice da Iplehouse, as escolhas são mais diversificadas, podendo-se escolher dolls masculinos em corpos femininos e vice-versa, junto com variação de tamanhos próximos de corpos. As cabeça de EID Man (masculinas), por causa da medida do pescoço, não encaixam em outros tamanhos. Já as cabeças de EID Woman, SID Man, SID Woman, YID Girl e YID boy são intercambiáveis entre si. Os KID, que sempre possuem opção de gênero, podem ser pedidos com cabeças de JID (meninos e meninas). As JID Girl têm opção de cabeças de KID. Os JID Boy, por outro lado, não apresentam podem ser escolhidos com cabeças de outros tamanhos. Os BID (meninos e meninas) têm somente as cabeças desse tamanho como escolha. A Iplehouse disponibiliza algumas cabeças de edições limitadas no Doll Choice. O sistema é disponibilizado nos 15 primeiros dias de cada mês.
O sistema A La Carte da Fairyland permite que se escolha qualquer cabeça de tamanho próximo, independente de gênero, para colocar em determinado corpo, com exceção dos Chic Line, em que só é permitido colocar cabeças femininas em corpo feminino e cabeça masculina em corpo masculino. Também é possível escolher as mãos e a versão sleeping (de olhos totalmente fechados) do modelo escolhido. Os MiniFée têm várias opções de corpo: Beauty Line, com menos juntas pelo corpo; Active Line, com maior quantidade de juntas que aumentam a quantidade de poses possíveis e mãos presas com ímãs; e Moe Line, com corpos diferenciados. Todas as opções de corpo permitem a escolha de todos os modelos de cabeça. Os outros disponíveis no sistema A La Carte são os PukiFee; LittleFee (meninos e meninas); LittleFee Baby (meninos e meninas ); e Feeple60 (meninos e meninas), atualmente indisponível e somente a versão regular, não tendo opção do corpo Moe, disponibilizado por tempo limitado durante um evento anterior.
A Soom também tem um sistema de escolha de dolls, porém seu sistema é bastante limitado nas escolhas e só lançado por períodos limitados de tempo e sem uma periodicidade previsível. É o chamado Free Choice Event. Durante o evento, alguns modelos limitados são disponibilizados novamente. Geralmente, somente as cabeças, partes e corpos fantasia podem ser escolhidos, em 3 ou 4 cores de resina, e o comprador não pode escolher o doll exatamente como foi lançado anteriormente, sendo que deve-se escolher outra cor de resina ou optar por cabeça de um modelo e corpo de outro. São liberados separados por tamanhos e gêneros, com exceção do Teenie Gem, que em geral têm corpos assexuados, sendo um tamanho e gênero lançados por vez e com apenas alguns modelos.

## Cuidados com um BJD
A resina tende a amarelar com o passar do tempo. Ajuda a retardar isso a pintura corporal (body blushing), oferecida por algumas lojas e a não exposição do doll à luz, não só solar como também luzes de luminária, por tempo excessivo. Isso ajuda a retardar a oxidação da resina, mas não impede que o doll amarele. Isto acontece devido ao envelhecimento, como com qualquer outro material. Dolls white skin (pele branca) tendem a ter esse amarelamento um pouco mais rápido que os normal skin (pele normal) e resinas mais escuras em geral. O amarelamento uniforme pode ser considerado um amadurecimento da resina, mas também pode ocorrer um amarelamento desigual, que deixa o doll manchado. Isso ocorre principalmente quando um doll é guardado vestido em um local onde bate luz. É recomendável que os dolls sejam guardados em armários fechados e escuros ou em quartos que não recebam luz muito forte diretamente. Luz fria (fluorescente) causa menos problemas que a luz incandescente.
A maquiagem (make up/face up - pintura facial) pode sair com o tempo. Para mantê-la por mais tempo, não se deve passar a mão no rosto do doll, bem como qualquer coisa que possa retirar a tinta. Para ajudar a conservar, pode-se usar a face mask (máscara facial), que é uma capa de acetato que se encaixa na cabeça do doll. Serve para proteger o rosto de arranhões, pancadas leves e da sujeira, tanto na hora de carregar o doll, como a hora de guardá-lo, se necessário. É possível refazer a make up utilizando giz pastel seco, lápis de cor aquarelável ou tinta acrílica. Jamais devem ser produtos com óleo para fazer maquiagens ou acetona para tirar a maquiagem ou manchas, pois isto estraga o doll. Em determinados casos a acetona pode até derreter a resina do doll, e no caso de materiais oleosos, eles mancham a resina.
Antes de se começar uma make, é importante selar o rosto do doll com um verniz para proteger a cabeça contra manchas. O mais recomendado é o Mr. Super Clear (MSC) fosco, um verniz importado próprio para hobbies. Vale lembrar que esse verniz é tóxico e deve ser manuseado com extremo cuidado. Cada artista usa uma técnica diferente e é possível encontrar diversos tutoriais de make up para BJDs. 
Puxar o elástico com frequência pode deixa-lo frouxo e o doll vai ficar molenga e difícil de posar, resultando na necessidade prematura de desmontá-lo para apertar o elástico. Algumas lojas mandam os dolls mais com elásticos mais frouxos; outras, mais apertados, na tentativa de evitar danos durante o transporte.
As perucas dos BJDs são feitas de material delicado, bem como tudo o que compõe os dolls, e por isso a falta de cuidados fará com que ela estrague rapidamente. A peruca se tornará difícil de arrumar e aparecerão fios crespos, mesmo se ela for lisa. Este estado é inevitável, mas sua peruca pode durar muito mais se for bem cuidada. Perucas escuras podem deixar manchas na resina, por isso é recomendado não deixá-las por muito tempo na cabeça do doll, ou o uso de uma capa de silicone por baixo desta(silicone cap).

## RECAST - Dolls pirateados
Algumas lojas vendem dolls pirateados, os chamados “recast”. Um doll recast é assim chamado porque é feito um novo molde em cima de um doll já pronto, ou seja, o recaster (lojas ou pessoas que fazem recasts) não teve que esculpir a peça para servir de modelo para as reproduções (cast). Para que o molde seja feito o recaster aplica produtos e por vezes faz uma re-escultura do modelo, uma vez que, após aplicação do primer, o doll é lixado para remover possíveis imperfeições. Isso faz com que alguns modelos recasts fiquem bem diferentes do modelo original e pode acarretar problemas nos encaixes das juntas da doll. Há ainda quem faça recast usando como base outro recast, tornando o doll ainda mais distante do original. A resina é de qualidade inferior e muitas vezes bem mais fina do que a de dolls originais - estratégias para baratear ainda mais o custo de fabricação, e por consequência, o preço do doll recast - o que os torna mais frágeis e sujeitos a quebras, especialmente em áreas que sofrem bastante tensão do elástico ou que sejam áreas muito movimentadas, como joelhos. 
O tema dos recasts é extremamente polêmico entre as comunidades e grupos de dolls, tanto nacionais quanto internacionais. Muitas comunidades e grupos, incluindo o fórum Den of Angels, maior comunidade internacional de colecionadores de BJDs, não admitem em suas páginas fotos de divulgação ou exposição de dolls recast, e não aceitam de forma alguma sua comercialização. Há quem compre recast por engano e quem compre sabendo exatamente que é uma cópia pirateada. Pessoas que colecionam recasts tendem a não se misturarem completamente com quem prefere prestigiar as lojas e escultores comprando dolls originais. O maior problema que os recasts causam é o prejuízo às lojas, que muitas vezes são pequenas e contam com poucos artistas. Assim, lojas menores podem inclusive ir à falência em decorrência dessas falsificações.
É importante alertar, principalmente para quem está entrando no hobby e tendo seu primeiro contato com BJDs que se devem evitar compras em sites como Taobao e Ali Express, pois esses possuem muitos dolls pirateados e muitas lojas usam fotos dos dolls originais, portanto pode-se ter uma surpresa desagradável de se receber um doll não parecido com a foto promocional.
Muitas lojas oficiais denunciam os recasters e podem para seus clientes ajudarem no combate ao roubo de sua arte.

## Siglas e Termos Relacionados
- ABJD - sigla para Asian Ball Jointed Doll (Bonecos asiáticos de junta esférica).
- BJD - sigla para Ball Jointed Doll (Bonecos de junta esférica).
- BID - sigla Baby Iplehouse Doll. São "dolls" de 26 cm da loja Iplehouse.
- Blushing - sombreamento feito no corpo do "doll" com pastel seco ou aerógrafo. Serve para ressaltar as formas do modelo (músculos e detalhes) e deixa o "doll" com um "ar" mais natural.
- BW - Beauty White é semelhante ao termo White Skin, mas é usado por algumas lojas como a Luts.
- CoA - Certificate of Autencity, o certificado de autenticidade que vem junto com os dolls.
- Coating - Camada de MSC ou verniz que se passa no "doll" para proteger a Make ou para proteger a resina de amarelamento (em alguns casos).
- CP - sigla para Cerberus Project. Grupo de escultores que faziam parte da Luts e agora estão na FairyLand.
- Crazy Legs - Termo usado pra quando o "doll" tem pernas incontroláveis, que ficam dobrando sozinhas e dando chutes. Isso geralmente acontece quando o elástico está apertado.
- Delf - "doll" de 60 cm, em média, da loja Luts.
- Dolpa - Abreviação de "Dolls Party", uma Convenção de "Dolls" organizada pela Volks.
- DS - sigla para Dollshe (marca de BJD).
- F01 ~ F21 - Cabeças de "dolls" da Volks disponíveis no Full Choice System (FSC).
- Faceplate - Em alguns tipos de "doll" o rosto pode ser removido sem necessidade de tirar a cabeça toda. Nesse caso o rosto é uma peça separada e às vezes o mesmo "doll" pode ter expressões diferentes em cada faceplate como no caso da Unoa, PukiPuki, Linwha etc.
- Face up - é a mesma coisa que Make up, e se refere à pintura do rosto do "doll".
- FCS - O Full Choice System, oferecido pela Volks, um serviço em que você pode escolher todas as partes do "doll" e montá-lo ao seu gosto (de acordo com as opções disponíveis).
- FL - Fairyland (loja de BJD).
- FS - Full Set. Quando o doll vem exatamente como a foto mostra. (Roupas, Peruca, Make Up, etc.).
- Headcap - a parte de cima da cabeça do "doll". Geralmente ela está segura por ímãs ou pelo elástico (e gancho - S hook) que passa pelo corpo do "doll". Varia conforme a marca do modelo.
- Hot Glueing - processo semelhante ao sueding, onde se dispensa o uso do tecido e aplica-se somente a cola quente dentro das juntas dos dolls a fim de causar atrito o suficiente para ajudar o "doll" a manter determinadas poses.
- Layaway - palavra em inglês para pagamento parcelado. Muitas lojas aceitam parcelar a compra em até duas vezes. Mas esse termo é mais usado por pessoas que revendem seus "dolls" e aceitam parcelar a venda.
- LE (número) - Sigla para Limited Edition, termo usado para "dolls" limitados a certo número, a quantidade de dolls que serão feitos daquele modelo aparece logo depois da sigla, por exemplo: LE50 significa que o modelo é limitado a 50 no mundo.
- LSG - Light Slate Gray, uma cor de pele oferecida pela Bambicrony.
- MA – sigla para Mecha Angel, antiga linha de "dolls" de 80 cm vendidos pela Soom.
- Make up - Pintura no rosto do doll, que define suas expressões.
- MiniMee - serviço oferecido pela "Doll in Mind" (DIM). Consiste em esculpir uma cabeça para o cliente a partir de uma foto ou desenho enviado pelo mesmo.
- MNF - MiniFée, uma coleção de dolls em escala 1/4 comercializados pela Fairyland.
- Mod - Termo usado para Modificação, quando a pessoa adiciona ou tira alguma característica do molde original do "doll", como abrir olhos, adicionar orelhinhas de elfo, etc...
- Mold – “molde”, o mesmo que modelo. Usado para se referir ao modelo do "doll", que geralmente é denominado pelo molde da cabeça, mesmo quando o doll é híbrido.
- MSC - Mr. Super Clear, a marca de verniz mais indicada para utilizar em "dolls". Existem vários tipos: MSC Flat (Fosco), MSC Semi-Gloss (semi-brilhante), MSC Gloss (brilhante), além das versões UV Cut dos produtos, que contém filtro solar na fórmula e ajuda a bloquear os raios UV.
- MSD - sigla para Mini Super Dollfie. Os MSD são "dolls" de 45 cm em média produzidos pela Volks. Grande maioria das lojas (pessoas do hobby) usa essa sigla para denominar os tamanhos de roupas, sapatos e acessórios específicos para essa categoria de "dolls".
- NS - Normal Skin, usado para "dolls" de coloração de pele normal.
- nYID – sigla para New Young Iplehouse Doll. São os dolls de 60 cm da loja Iplehouse, sucessores dos YID. A denominação nYID não é oficial na loja, mas é bastante usada para diferenciar os dolls de antes e depois da remodelação dos corpos.
- OldSkin - Refere-se à cor de pele que a loja VOLKS usava em seus "dolls" mais antigos.
- One-off - outra forma de se referir a "dolls" One of a Kind.
- OOAK - Sigla para One of a Kind, significa que aquele modelo de "doll" está limitado a apenas um no mundo.
- OOP - Out of Production, quando um produto não é mais fabricado.
- Parting Line - o mesmo que seam line. São linhas ao longo de todo o "doll" onde o molde se junta na hora de fazer o cast do "doll". Quando retirado desse molde ele fica com excessos de resina em toda a lateral do corpo, pernas, braços, mãos e cabeça (atrás das orelhas). Uma lixa de água úmida e de gramatura 400 passada bem de leve ajuda a tirar essas linhas.
- PF - Pocket Fairy, uma linha de "dolls" feita pela Blue Fairy.
- PureSkin - Refere-se à cor de pele que a VOLKS usa atualmente.
- Restringing - Processo de desmontar o doll para apertar ou trocar o elástico que une as juntas.
- S Hook - gancho em forma de "S" que muitas vezes é usado pra prender o elástico ao headcap do doll. Alguns desses ganchos também podem ser usados nas mãos e nos pés para segurar o elástico nessas partes.
- Sanding - termo em inglês para "lixar". Usualmente se lixam as seam lines ou parting lines de um "doll" pra que a resina fique por igual e lisa.
- School Head A/B/C - Cabeças de "dolls" da VOLKS que podem ser obtidas através do curso de make oferecido pela loja.
- SD - sigla para Super Dollfie. Os SDs são "doll" de 60 cm em média produzidos pela Volks. Grande maioria das lojas (pessoas do hobby) usa essa sigla para denominar os tamanhos de roupas, sapatos e acessórios específicos para essa categoria de "dolls".
- SD10 - Super Dollfie 10, uma linha de modelos da VOLKS.
- SD13 - Super Dollfie 13, uma linha de modelos da VOLKS com um corpo um pouco mais maduro que o SD10.
- SD16 - Super Dollfie 16, linha de modelos da VOLKS com o corpo mais maduro, como jovens adultos.
- SD17 - Super Dollfie 17, linha de modelos da VOLKS com o corpo mais alongado e maduro que os de SD16.
- SDC - Super Dollfie Cute, uma linha de modelos da VOLKS um pouco menores e mais delicados do que os MSD. Estão para os MSD como os MiniFée da Fairyland estão para os KidDelf da Luts.
- Seam Line - o mesmo que parting line. São linhas ao longo de todo o "doll" onde o molde se junta na hora de fazer o cast do "doll". Quando retirado desse molde ele fica com excessos de resina em toda a lateral do corpo, pernas, braços, mãos e cabeça (atrás das orelhas). Uma lixa de água úmida e de gramatura 400 passada bem de leve ajuda a tirar essas linhas.
- Sueding - técnica que consiste em colar pequenos pedaços de suede (um tipo de camurça sintética e bem fininho, apesar de existir em diversas gramaturas) por dentro do doll em suas juntas. Isso faz com que o doll consiga segurar poses por muito mais tempo além de fazer poses que antes não conseguia. No Brasil esse tecido também é conhecido por Chamoir (lê-se chamoá).
- Tan Skin - Termo usado para "dolls" de pele morena.
- Tiny - Usado para classificar os dolls pequenininhos, de escala 1/6, que medem de 22 cm para baixo.
- UFK - Unfinished Kit - Kit Inacabado. Algumas lojas vendem kits com o "doll" desmontado e sem make, para você fazer o trabalho em casa.
- Wig – “peruca”, qualquer cabelo de BJD. Pode ser feita de cabelo humano, fibra sintética, resistente ao calor (heat resistent) ou não; pelúcia sintética (fur); ou pelúcia natural (Mohair). Alguns colecionadores confeccionam perucas com lã ou pelo de alpaca.
- WS - White Skin, usado para dolls de coloração de pele branca (bem clara).
- YoSD, Yo's, Yo-Tenshi - Uma linha de "dolls" 30 cm da VOLKS.
- YID – sigla para Young Iplehouse Doll. "Dolls" de 60 cm da loja Iplehouse. Após remodelação do corpo, passaram e ser conhecidos também por nYID.
- Zoukeimura - Também conhecidos como Zouk's, são olhos de vidro muito bons feitos pela VOLKS e disponíveis apenas no Full Choice System.

## Lihações Externas
- BJD_WTF aprofundamento do assunto.
- Den of Angels maior comunidade internacional de BJDs.